# Список умерших в 1224 году

Нин-цзун

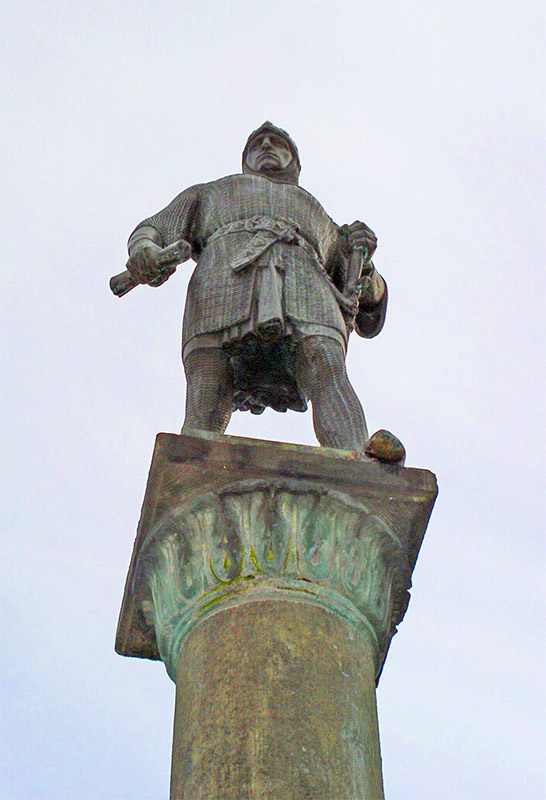
Бернхард фон Липпе

В этой статье представлен список известных людей, умерших в 1224 году.
См. также: Категория:Умершие в 1224 году

## Январь
- 3 января — Ункэй, японский скульптор школы Кэй.
- 14 января — Ваньянь Сюнь (60), восьмой император чжурчжэньской империи Цзинь (1213—1224).
- 29 января — Педро Муньис[исп.] — архиепископ Сантьяго-де-Компостелы (1207—1224)

## Февраль
- 6 февраля — Гутторм[нем.] — епископ Нидароса (1215—1224)

## Март
- 24 марта — Конрад III фон Шарфенберг[англ.] — князь-епископ Шпайера (1200—1224), епископ Меца (1212—1224)
- 27 марта — Уильям де Сент-Мер-Эглизе[англ.] — епископ Лондона (1198—1221)

## Май
- Жоффруа I де Лузиньян —сеньор Монконтона, граф Яффы и Аскалона (1191/1192—1193), участник третьего крестового похода

## Июнь
- 24 июня — Антоний Дымский — святой православной церкви[1].
- 30 июня — Адольф фон Текленбург — епископ Оснабрюка (1216—1224), святой римско-католической церкви[1].

## Июль
- 1 июля — Ходзё Ёситоки — японский политический деятель, сиккэн (1205—1224)
- 24 июля — Кристина Удивительная[укр.] — святая римско-католической церкви[2].
- 30 июля — Андрей Гуттенштейн[укр.] — епископ Праги (1214—1224)

## Август
- 15 августа — Мария Французская — дочь французского короля Филиппа II Августа, маркграфиня-консорт Намюра (1206—1212), как жена Филипп I, герцогиня-консорт Брабанта (1213—1224), как жена Генриха I.
- Уильям Д’Обиньи, английский аристократ, 4-й граф Арундел и главный кравчий Англии (с 1221).

## Сентябрь
- 1 сентября — Жильбер Монсский, фламандский священник и хронист, летописец графства Геннегау, автор «Хроники Эно».
- 17 сентября — Нин-цзун (55) — император Китая из династии Сун (1194—1224).
- Абдул-Вахид I — халиф из династии Альмохадов(1224), убит в междоусобной войне.

## Дата неизвестна или требует уточнения
- Адольф I фон Дассель, граф Дасселя и Ратцебурга, маршал Вестфалии.
- Бернхард фон Липпе — сеньор Липпе (1168—1196), основатель городов Липпштадт и Лемго, епископ Селонии (1218—1224).
- Бертольд фон Найфен[нем.] — епископ Брессаноне (1216—1224).
- Берта ди Клавесана — маркиза-консорт Монферрато (1207—1224), жена Вильгельм VI Монферратского.
- Бонифачо дель Карретто, епископ Савоны (1193—1199), епископ Асти (1215—1224).
- Вячко — последний князь Кукейноса (до 1208), последний князь Юрьевский (1223—1224). Погиб в сражении с крестоносцами.
- Гильом IV — Граф Макона, граф Вьенна и граф Оксона (1184—1224).
- Гильом Раймон I — виконт Беарна, виконт Габардана и виконт Брюлуа (1214—1224).
- Дюрн де Гуэска[фр.] — основатель католического монашеского нищенствующего ордена Бедных католиков (1207).
- Иехуда бен Ицхак — тосафист, духовный лидер еврейства Франции, глава парижской иешивы, поэт.
- Катал Кробдерг Уа Конхобайр — король Коннахта (1202—1224) (дата смерти предположительна).
- Лю Сун’ян[укр.] — китайский художник.
- Робер II де Бов, пикардийский рыцарь, участник Четвертого крестового похода.
- Ся Гуй — китайский художник (дата смерти предположительна).
- Уильям де Моубрей — английский дворянин из рода Моубрей, один из подписавших «Великую хартию вольностей» и её гарантов (дата смерти предположительна).
- Юсуф аль-Мустансир — халиф из династии Альмохадов (1213—1224).